# Campus NooA
Campus NooA (Nordic open online Academy) är en offentlig godkänd norsk nätskola och ett internationellt center för e-learning. 
Campus NooA är uppbyggd runt den flerspråkiga lärplattformen Moodle.
Campus NooA startade 2012 av Morten Flate Paulsen som är professor i nätbaserad utbildning och varit en av de ledande i uppbyggnaden av NKI Nettstudier i Norge och ordförande i the European Distance and E-learning Network (EDEN)
Campus NooA baserar sin nätpedagogik på teorin om kollaborativt lärande som beskrivs i boken av Flate Paulsen Kooperativ frihet som ledestjerne i nettbasert utdanning. Centrala nätpedagogiska verktyg är sociala medier, nätbaserade lärresurser, delningskulturer, bloggar, individuella uppgifter med feedback (feed forward från lärare/coach), personliga presentationer och nätbaserade/online diskussionsforum.